# Saulxures-sur-Moselotte
Saulxures-sur-Moselotte é uma comuna francesa na região administrativa de Grande Leste, no departamento de Vosges. Estende-se por uma área de 31,87 km². Em 2010 a comuna tinha 2 620 habitantes (densidade: 82,2 hab./km²).insee.fr/fr/ppp/bases-de-donnees/recensement/populations-legales/commune.asp?annee=2008&depcom=88447 Populations légales 2008 de la commune : Saulxures-sur-Moselotte sur le site de l'Insee] (em francês)</ref>, com uma densidade de 87,7 hab/km².